# Victorious/Episodenliste

Logo der Serie Victorious

Die Episodenliste enthält alle Episoden der US-amerikanischen Jugendserie Victorious, sortiert nach der US-amerikanischen Erstausstrahlung. Zwischen 2010 und 2013 entstanden in vier Staffeln 60 Episoden mit einer Länge von jeweils etwa 22 Minuten.

## Übersicht
| Staffel | Episodenanzahl | Erstausstrahlung USA | Erstausstrahlung USA | Deutschsprachige Erstausstrahlung | Deutschsprachige Erstausstrahlung |
| Staffel | Episodenanzahl | Staffelpremiere      | Staffelfinale        | Staffelpremiere                   | Staffelfinale                     |
| ------- | -------------- | -------------------- | -------------------- | --------------------------------- | --------------------------------- |
| 1       | 20             | 27. März 2010        | 26. März 2011        | 29. August 2010                   | 13. Juni 2011                     |
| 2       | 13             | 2. April 2011        | 26. Dezember 2011    | 15. Oktober 2011                  | 20. Oktober 2012                  |
| 3       | 14             | 3. Dezember 2011     | 30. Juni 2012        | 6. Oktober 2012                   | 2. März 2013                      |
| 4       | 13             | 22. September 2012   | 2. Februar 2013      | 8. Februar 2013                   | 28. September 2013                |

## Staffel 1
Die Erstausstrahlung der ersten Staffel war vom 27. März 2010 bis zum 26. März 2011 auf dem US-amerikanischen Sender Nickelodeon zu sehen. Die deutschsprachige Erstausstrahlung sendete der Free-TV-Sender Nickelodeon vom 29. August 2010 bis zum 13. Juni 2011.
- Victoria Justice, Leon Thomas III, Matt Bennett und Elizabeth Gillies waren in allen Folgen zu sehen.
- Avan Jogia war in einer Folge nicht zu sehen.
- Ariana Grande war in zwei Folgen nicht zu sehen.
- Daniella Monet war in vier Folgen nicht zu sehen.

| Nr. (ges.) | Nr. (St.) | Deutscher Titel               | Originaltitel                                            | Erstausstrahlung USA | Deutschsprachige Erstausstrahlung (D/A/CH) | Regie         | Drehbuch          | Zuschauer (USA) | Prod. Code |
| --- | --------- | ----------------------------- | -------------------------------------------------------- | -------------------- | ------------------------------------------ | ------------- | ----------------- | --------------- | ---------- |
| 1 | 1         | Die Neue                      | Pilot                                                    | 27. März 2010        | 29. Aug. 2010                              | Steve Hoefer  | Dan Schneider     | 5,7 Mio.        | 101        |
| Tori Vegas Schwester Trina absolviert an der Hollywood Arts ihre Schulausbildung, während Tori eine normale Highschool besucht. Jährlich veranstaltet die Hollywood Arts eine Talentshow unter dem Namen „Big Showcase“, für welchen Trina und André, der auf dieselbe Schule geht, ein Lied einstudieren. Am Abend der Talentshow erkrankt Trina jedoch unerwartet und Tori muss für ihre Schwester einspringen. Dieser Auftritt gefällt dem Schulleiter so sehr, dass er ihr anbietet, die Hollywood Arts zu besuchen. Am ersten Tag an der neuen Schule, wo sie außer Trina und André niemanden kennt, lernt sie Cat, Beck, Robbie und Jade kennen. Tori fällt es zu Beginn schwer sich an diese Schule zu gewöhnen, findet aber immer mehr Gefallen an der Schule. |           |                               |                                                          |                      |                                            |               |                   |                 |            |
| 2 | 2         | Die Szene mit dem Vogel       | The Bird Scene                                           | 11. Apr. 2010        | 5. Sep. 2010                               | Steve Hoefer  | Dan Schneider     | 3,5 Mio.        | 102        |
| Tori lebt sich langsam aber sicher in der Schule ein. Bevor sie eine Rolle in einer Schulproduktion bekommt, muss sie aus Tradition zuerst die sogenannte Vogel-Szene aufführen. Beim dritten Anlauf gelingt es Tori schließlich, ihren Lehrer Sikowitz mit ihrer Aufführung zufrieden zu stimmen. Ihm ist dabei nicht die Umsetzung wichtig, sondern, dass Tori von ihrer Schauspielfähigkeit überzeugt ist. Zudem muss Tori ihren Spind künstlerisch gestalten. André und Robbie nehmen unterdessen an einem Ballettkurs teil, um Mädchen zu treffen. Der Kurs ist jedoch voller Jungs, die sich das Gleiche erhofft haben. |           |                               |                                                          |                      |                                            |               |                   |                 |            |
| 3 | 3         | Das blaue Auge                | Stage Fighting                                           | 18. Apr. 2010        | 12. Sep. 2010                              | Steve Hoefer  | George Doty IV    | —               | 103        |
| Ein Stuntman ist zu Gast auf der Hollywood Arts. Die Schüler müssen nun paarweise eine Kampfszene einstudieren. Tori wird Jade zugeteilt und hat Angst, dass diese sie ernsthaft verletzt. Als sie die Szene vorführen, fällt jedoch Jade mit einem blauen Auge zu Boden, nachdem Tori mit einem Gehstock in Richtung Jades Gesicht ausholte. Tori wird schließlich eine große Strafe aufgedonnert. Doch André findet heraus, dass Jade nur so getan hat, als hätte Tori sie am Auge verletzt. |           |                               |                                                          |                      |                                            |               |                   |                 |            |
| 4 | 4         | Ein Song für Trina            | The Birthweek Song                                       | 25. Apr. 2010        | 26. Sep. 2010                              | Adam Weissman | Jake Farrow       | 3,2 Mio.        | 107        |
| Tori muss ein Geschenk für Trinas Geburtstag besorgen. André empfiehlt ihr einen Song zu schreiben und ihn ihr vorzusingen. Tori und André tragen schließlich den selbstgeschriebenen Song Trina vor. Jene weiß dies aber überhaupt nicht zu schätzen, da die beiden kein Geld dafür ausgeben mussten. Sie verkauft schließlich den Song für 500 Dollar an eine Plattenfirma und kauft sich davon einen neuen Hut. Robbie und Cat sind währenddessen damit beschäftigt, bei Robbies Großmutter Mamaw einen Internetanschluss einzurichten. Abwesend: Avan Jogia als Beck Oliver Gaststar: Renée Taylor als Mamaw, Robbies Großmutter |           |                               |                                                          |                      |                                            |               |                   |                 |            |
| 5 | 5         | Abserviert                    | Jade Dumps Beck                                          | 2. Mai 2010          | 19. Sep. 2010                              | Steve Hoefer  | Matt Fleckenstein | 3,3 Mio.        | 106        |
| Weil Beck mit einer berühmten Persönlichkeit befreundet ist, beendet Jade ihre Beziehung zu Beck. Als Jade ihre Entscheidung bereut, bittet sie Tori um Hilfe. Beck will aber nichts mehr von Jade wissen, da sie noch nie etwas Nettes für ihn getan hat. Da Beck immer davon geträumt hat einen Hund zu besitzen, besorgen die zwei Mädchen einen Hund für Beck. Obwohl die Mission nicht ganz nach Plan abläuft, nimmt Beck Jade zurück. Abwesend: Ariana Grande als Cat Valentine Gaststar: Jerry Trainor als Zuschauer |           |                               |                                                          |                      |                                            |               |                   |                 |            |
| 6 | 6         | Der Grizzly-Kleber            | Tori the Zombie                                          | 8. Mai 2010          | 31. Okt. 2010                              | Russ Reinsel  | Dan Schneider     | 4,1 Mio.        | 105        |
| Tori muss ihr Gesicht für Cat bereitstellen, da sie für ihren Make-up–Kurs üben muss. Falls es Cat nicht gelingt einen Menschen gruselig erscheinen zu lassen, fällt sie durch. Dies gelingt ihr richtig gut und Tori sieht wie ein Zombie aus. Aus Versehen benutzt Cat jedoch Industrieklebstoff zum Befestigen der Maske, was dazu führt, dass Tori die Maske nicht mehr vom Gesicht lösen kann. Zu allem Überfluss spielt Tori am nächsten Tag in einem Schultheater mit, wofür sie wunderschön aussehen muss. Cat und Trina setzten nun alles daran, ein Lösungsmittel für den Klebstoff zu bekommen, und retten die Aufführung in letzter Sekunde. |           |                               |                                                          |                      |                                            |               |                   |                 |            |
| 7 | 7         | Robarazzi                     | Robarazzi                                                | 4. Juni 2010         | 5. Dez. 2010                               | Steve Hoefer  | Arthur Gradstein  | —               | 108        |
| Robbie missbraucht den Video-Blog der Schule, indem er dort seine Mitschüler bloßstellt. Aufgrund der Beliebtheit dieser Videos bekommt er seine eigene Sendung namens Robarazzi, in der er weiterhin die Privatsphäre seiner Freunde verletzt. Als Tori und die Anderen dahinter kommen, beschließen sie sich an Robbie zu rächen. Cat kauft sich währenddessen eine Menge unnütze Sachen aus dem Sky Store. Abwesend: Daniella Monet als Trina Vega |           |                               |                                                          |                      |                                            |               |                   |                 |            |
| 8 | 8         | Heiß, heiß, heiß!             | Survival of the Hottest Stuck in an RV (Alternativtitel) | 26. Juni 2010        | 12. Dez. 2010                              | Russ Reinsel  | Dan Schneider     | 3,8 Mio.        | 117        |
| Eine Hitzewelle erreicht Los Angeles. Aufgrund der andauernden Hitze beschließen Tori und ihre Freunde einen Tag am Strand zu verbringen. Als sie mit Becks Wohnwagen am Strand ankommen, werden sie zugeparkt und können nicht mehr aus dem Wohnwagen aussteigen. So müssen sie den ganzen Tag im Wohnwagen verbringen, in dem es immer heißer wird. Cat, die zuvor aus dem Wohnwagen gestiegen war, vergnügt sich währenddessen mit drei Jungs bei Musik, Fleisch, Wasserspielen und Eis. |           |                               |                                                          |                      |                                            |               |                   |                 |            |
| 9 | 9         | Über den Wolken               | Wi-Fi in the Sky                                         | 27. Aug. 2010        | 19. Dez. 2010                              | Steve Hoefer  | Dan Schneider     | 3,6 Mio.        | 118        |
| Tori und Trina sind auf dem Heimweg, ihr Flugzeug startet aber mit einer großen Verspätung. Da Tori, André, Cat und Beck am nächsten Tag eine Hausaufgabe in der Schule abgeben müssen, beschließt Tori, dies über Videochat zu erledigen. Die Vier werden jedoch immer wieder von anderen Dingen abgelenkt und das Schreiben der Hausaufgabe scheint kein Ende mehr zu nehmen. Gaststar: Perez Hilton als er selbst |           |                               |                                                          |                      |                                            |               |                   |                 |            |
| 10 | 10        | Hoch lebe Crystal Waters!     | Beck’s Big Break                                         | 25. Sep. 2010        | 25. Feb. 2011                              | David Kendall | Arthur Gradstein  | —               | 104        |
| Beck bekommt an der Seite der berühmten Schauspielerin Melinda Murray eine kleine Rolle in einem Film und lädt seine Freunde zum Dreh des Filmes ein. Da Tori während des Drehs Melinda kritisiert, verliert Beck jedoch seine Rolle wieder. Tori versucht nun Beck die Rolle wieder zu beschaffen, was ihr schlussendlich auch gelingt. Robbie hat währenddessen Albträume von Rex und bittet Lane um Hilfe. Abwesend: Daniella Monet als Trina Vega |           |                               |                                                          |                      |                                            |               |                   |                 |            |
| 11 | 11        | Der große Ping-Pong-Schwindel | The Great Ping Pong Scam                                 | 1. Okt. 2010         | 8. Jan. 2011                               | Steve Hoefer  | Matt Fleckenstein | —               | 115        |
| Tori schöpft Verdacht, da ihre Freunde am Nachmittag nichts mit ihr unternehmen wollen und ihr nicht sagen warum. Sie versteckt sich daraufhin heimlich in einem Getränkeautomat um ihre Freunde auszuspionieren. Nachdem sie von ihren Mitschülern entdeckt wird, erzählen ihre Freunde ihr, dass sie vor ein paar Jahren ein Tischtennis-Team an der Hollywood Arts gründeten, um von dem Sportgeld, welches jedes Sportteam an der Schule bekommt, einmal im Jahr in einem noblen Restaurant essen zu gehen. Abwesend: Daniella Monet als Trina Vega |           |                               |                                                          |                      |                                            |               |                   |                 |            |
| 12 | 12        | Cats neuer Freund             | Cat’s New Boyfriend                                      | 8. Okt. 2010         | 1. Jan. 2011                               | Adam Weissman | Arthur Gradstein  | 2,9 Mio.        | 112        |
| Cat ist mit Toris Ex-Freund Danny zusammen. Tori wird daraufhin eifersüchtig, spritzt flüssigen Käse über die beiden und küsst etwas später Danny vor Cats Augen. Währenddessen leiden Trina, Robbie, André, Beck und Jade an einer gefährlichen Infektion, welche sie von Puka Fischen bekamen, die Trina von einem Fremden abgekauft hatte, damit ihre Füße weich werden. Gaststar: Matt Angel als Danny |           |                               |                                                          |                      |                                            |               |                   |                 |            |
| 13 | 13        | Das hässliche Entlein, Teil 1 | Freak the Freak Out (1)                                  | 26. Nov. 2010        | 5. Feb. 2011                               | Steve Hoefer  | Dan Schneider     | 5,3 Mio.        | 119        |
| Tori muss sich um Trina kümmern, da deren Weisheitszähne gezogen wurden und ihre Eltern das Wochenende in Santa Barbara verbringen. Cat, Jade, Robbie, Beck und André verbringen den Abend in einem Karaoke-Club namens Karaoke Dokie. Cat und Jade werden von zwei Mädchen, Hayley und Tara, zu einem Karaokewettkampf herausgefordert. Diesen verlieren Cat und Jade, da der Vater der Herausforderer die Gewinner bestimmt. Rex hat währenddessen ein Date mit zwei Mädchen aus Northridge. |           |                               |                                                          |                      |                                            |               |                   |                 |            |
| 14 | 14        | Das hässliche Entlein, Teil 2 | Freak the Freak Out (2)                                  | 26. Nov. 2010        | 5. Feb. 2011                               | Steve Hoefer  | Dan Schneider     | 5,3 Mio.        | 120        |
| Nachdem Cat und Jade den Wettstreit beim Karaoke verloren haben, bitten sie Tori um Hilfe. Sie wetten mit Hayley und Tara, dass jeder beliebige Gast sie besiegen könnte. Tori verkleidet sich als langweilig wirkendes und abstoßendes Mädchen und wird von Hayley und Tara herausgefordert. Als Tori beginnt zu singen, zieht sie ihre Verkleidung aus und gewinnt schließlich den Wettkampf, da dieses Mal die Zuschauer den Gewinner bestimmten. Weil sie die Wette verloren haben, müssen Hayley und Tara daraufhin auf Trina aufpassen. |           |                               |                                                          |                      |                                            |               |                   |                 |            |
| 15 | 15        | Drama um Rex                  | Rex Dies                                                 | 8. Jan. 2011         | 23. Apr. 2011                              | Russ Reinsel  | Jake Farrow       | —               | 110        |
| Die Handspielpuppe Rex wird schwer „verletzt“ als Tori einen Tornado mit einer Windmaschine für eine Schulaufführung erzeugt. Tori, Cat, Jade und Beck gehen mit Rex ins Krankenhaus und alle sind damit einverstanden Rex „sterben“ zu lassen, damit Robbie seine Handspielpuppe vergisst. Etwas später kommt André mit Robbie ins Krankenhaus. Tori stellt schließlich aus Mitgefühl zu Robbie die Maschine, die den Tod von Rex simulierte, wieder an. Als Cat die Situation einer Krankenschwester erklären will, wird sie von dieser in eine Gummizelle verbracht. |           |                               |                                                          |                      |                                            |               |                   |                 |            |
| 16 | 16        | Die Diddly-Bops               | The Diddly-Bops                                          | 17. Jan. 2011        | 14. Mai 2011                               | Steve Hoefer  | Matt Fleckenstein | 3,5 Mio.        | 111        |
| Sikowitz bittet Tori und ihre Freunde auf der Geburtstagsparty eines vierjährigen Jungen ein Lied vorzuspielen. Sie schreiben dazu ein passendes Kinderlied und singen es auf der Feier. Eines der Kinder nimmt ihren Auftritt auf und stellt ihn ins Internet, wo die Diddly-Bops richtig berühmt werden. André bekommt daraufhin eine Absage von einer Plattenfirma, als diese ihn in dem Video des Kinderliedes gesehen haben. Er schreibt das Kinderlied schließlich um und singt es unter dem Titel Song2You zusammen mit Tori vor der ganzen Schule. |           |                               |                                                          |                      |                                            |               |                   |                 |            |
| 17 | 17        | Wok–Star                      | Wok Star                                                 | 17. Jan. 2011        | 30. Apr. 2011                              | Adam Weissman | Jake Farrow       | 3,6 Mio.        | 116        |
| Jade schreibt ihr eigenes Theaterstück unter dem Titel „Well Wishes“. Die Schule stellt ihr aber keinen Raum zum Aufführen zur Verfügung. Tori hilft ihr zusammen mit Mrs. Lee, der Inhaberin eines chinesischen Restaurants, das Stück selbst zu finanzieren. Die Dinge werden aber kompliziert als Mrs. Lee eigene Ideen in das Theaterstück einbringen will. Darüber hinaus kommt auch noch Jades Vater, zu dem sie ein gespanntes Verhältnis hat, zur Premiere des Stücks. Gaststar: Josh Peck als Zuschauer |           |                               |                                                          |                      |                                            |               |                   |                 |            |
| 18 | 18        | The Wood                      | The Wood                                                 | 5. Feb. 2011         | 21. Mai 2011                               | David Kendall | Dan Schneider     | 4,4 Mio.        | 114        |
| Tori, André, Jade und Beck treten in einer neuen Reality Fernsehsendung namens The Wood auf. Die Produzenten der Sendung schneiden zwei Szenen, in denen Tori und Beck unterschiedliche Telefongespräche führen zusammen, so dass es aussieht, als ob Beck Jade mit Tori hintergehe. Die Produzenten sagen ihnen schließlich, dass die Zuschauer Drama lieben, und die Schüler beschließen, das Level noch ein bisschen zu erhöhen. Trina und Robbie müssen den Imbissladen der Schule am Laufen halten, nachdem sie den Inhaber Festus verletzt haben. Abwesend: Ariana Grande als Cat Valentine |           |                               |                                                          |                      |                                            |               |                   |                 |            |
| 19 | 19        | Ein Film von Dale Squires     | A Film by Dale Squires                                   | 5. März 2011         | 13. Juni 2011                              | Adam Weissman | George Doty IV    | —               | 109        |
| Tori und ihre Freunde spielen in einem Film mit, bei dem der berühmte Dale Squires Regie führt. Als sich herausstellt, dass Dale Squires sehr faul ist, müssen Tori und ihre Freunde die ganze Arbeit erledigen. Zudem wird niemand von ihnen im Abspann des Films namentlich erwähnt und Dale Squires bekommt den ganzen Ruhm. Deshalb beschließen sie, sich bei einem Interview mit Dale Squires in einer Talkshow an ihm zu rächen. Währenddessen hilft Beck Robbies Auto zu reparieren und Robbie versucht damit die Mädchen zu beeindrucken. |           |                               |                                                          |                      |                                            |               |                   |                 |            |
| 20 | 20        | Eine Nacht bei Sikowitz       | Sleepover at Sikowitz’s                                  | 26. März 2011        | 28. Mai 2011                               | Russ Reinsel  | George Doty IV    | 4,1 Mio.        | 113        |
| Sikowitz lädt Tori und ihre Freunde zu sich nach Hause für eine Übernachtungsparty ein. Jeder bekommt dazu eine Rolle zu gewiesen, die er den ganzen Abend lang spielen muss. Wer seine Rolle verlässt, wird unverzüglich nach Hause geschickt. Tori gewinnt schließlich den Wettstreit, nachdem Beck als Zweitletzter die Rolle verlässt. Zur selben Zeit feiern Mr. und Mrs. Vega ihren Hochzeitstag, sie werden jedoch davon abgehalten, da die Schüler, die Sikowitz aus seinem Haus geschickt hat, alle zu ihnen nach Hause kommen. Abwesend: Daniella Monet als Trina Vega |           |                               |                                                          |                      |                                            |               |                   |                 |            |

## Staffel 2
Die Erstausstrahlung der zweiten Staffel war vom 2. April bis zum 26. Dezember 2011 auf dem US-amerikanischen Sender Nickelodeon zu sehen. Die deutschsprachige Erstausstrahlung sendete der Free-TV-Sender Nickelodeon vom 15. Oktober 2011 bis zum 20. Oktober 2012.
- Victoria Justice, Leon Thomas III, Matt Bennett, Ariana Grande und Elizabeth Gillies waren in allen Folgen zu sehen.
- Daniella Monet war in zwei Folgen nicht zu sehen.
- Avan Jogia war in drei Folgen nicht zu sehen.

| Nr. (ges.) | Nr. (St.) | Deutscher Titel          | Originaltitel            | Erstausstrahlung USA | Deutschsprachige Erstausstrahlung (D/A/CH) | Regie         | Drehbuch                                                              | Zuschauer (USA) | Prod. Code |
| --- | --------- | ------------------------ | ------------------------ | -------------------- | ------------------------------------------ | ------------- | --------------------------------------------------------------------- | --------------- | ---------- |
| 21 | 1         | Ein Solo für 2           | Beggin’ on Your Knees    | 2. Apr. 2011         | 3. Mär. 2012                               | Steve Hoefer  | Jake Farrow                                                           | 6,1 Mio.        | 209        |
| Tori verliebt sich in den gut aussehenden Jungen Ryder Daniels und geht auf ein Date mit ihm. Ryder fragt Tori, ob sie mit ihm ein Duett bei der Schulaufführung singen will. Robbie findet später heraus, dass Ryder Tori nur benutzt um eine gute Note zu bekommen und erzählt es seinen Freunden, welche es wiederum Tori erzählen. Sie beschließt, sich mit der Hilfe von André an ihm zu rächen. Währenddessen bekommt Cat verschiedene Notrufe auf ihre neue Telefonnummer und Robbie versucht sein Aussehen zu verbessern. Gaststar: Ryan Rottman als Ryder Daniels |           |                          |                          |                      |                                            |               |                                                                       |                 |            |
| 22 | 2         | Beck hilft Tori aus      | Beck falls for Tori      | 16. Apr. 2011        | 15. Okt. 2011                              | Steve Hoefer  | Dan Schneider                                                         | 3,9 Mio.        | 201        |
| Sikowitz fragt Tori, ob sie für einen Film vorsprechen will, und sie nimmt das Angebot ihres Lehrers an. Da Tori auf ihrer Bewerbung Sport, Fitness und Gymnastik als ihre Stärken angegeben hat, wird sie schlussendlich als Stuntdouble eingesetzt. Nun muss sie von einem Stuhl über ein Geländer zwölf Meter in die Tiefe fallen. Sie fürchtet sich jedoch so sehr, dass sie sich beim Stunt verletzen könnte, dass sie am liebsten dem Regisseur wieder absagen möchte. In der Zwischenzeit trägt Cat diverse Kostüme, die sie in einem Kostümkurs herstellt. Abwesend: Daniella Monet als Trina Vega |           |                          |                          |                      |                                            |               |                                                                       |                 |            |
| 23 | 3         | Eis für Ke$ha            | Ice Cream for Ke$ha      | 22. Apr. 2011        | 12. Mai 2012                               | Adam Weissman | Arthur Gradstein                                                      | 4,0 Mio.        | 210        |
| Tori muss Trina einen ganzen Monat lang assistieren, da sie eine Wette verloren hat, die sie abgeschlossen haben, als Tori sechs Jahre alt war. Währenddessen veranstaltet ein bekannter Ice Cream Händler einen Wettbewerb, bei dem man ein privates Konzert von Ke$ha gewinnen kann. Trina schließt mit ihrer Schwester einen Deal ab: Falls Tori es schafft das Konzert von Ke$ha zu gewinnen, muss sie Trina nicht mehr assistieren. Gaststar: Ke$ha als sie selbst und Louis Sebert, Ke$has Bruder, als Junge |           |                          |                          |                      |                                            |               |                                                                       |                 |            |
| 24 | 4         | Die Hauptrolle           | Tori Gets Stuck          | 14. Mai 2011         | 5. Nov. 2011                               | Russ Reinsel  | Jake Farrow                                                           | 4,2 Mio.        | 205        |
| Tori und Jade bewerben sich beide für die Hauptrolle im Theaterstück Steamboat Suzy. Schlussendlich bekommt Tori die Hauptrolle und Jade wird zu ihrer Zweitbesetzung eingeteilt. Als Robbie unerwartet operiert werden muss, fehlt es dem Krankenhaus jedoch an den für die Operationen nötigen Blutreserven. Tori spendet schließlich Blut für Robbie. Jade versucht nun, Tori so lange wie möglich im Spital zu behalten, sodass sie die Hauptrolle in dem Theaterstück spielen kann. Unterdessen übt Trina ihren Husten, welchen sie für ihre Rolle in dem Stück benötigt. Abwesend: Avan Jogia als Beck Oliver |           |                          |                          |                      |                                            |               |                                                                       |                 |            |
| 25 | 5         | Der Super-Ball           | Prom Wrecker             | 21. Mai 2011         | 29. Sep. 2012                              | Adam Weissman | Matt Fleckenstein                                                     | 3,6 Mio.        | 211        |
| Tori veranstaltet eine Tanzparty an der Hollywood Arts. Jade findet daraufhin heraus, dass Tori die Party an dem Abend durchführt, an dem schon ihre Aufführung stattfinden sollte und befiehlt Tori, ihre Party abzusagen. Sie weigert sich jedoch und lässt sich von Jade nicht einschüchtern. Robbie denkt, dass Cat ihn anlügt, als sie ihm von ihrem Date für die Party erzählt, nachdem sie ihn abgewiesen hat. Trina fragt Sinjin um Hilfe, ob er die Abstimmung beeinflussen kann, da sie unbedingt die Ballkönigin werden will. André hat eine neue Freundin namens Sherry, die ihn in jeder freien Minute küsst. Abwesend: Avan Jogia als Beck Oliver |           |                          |                          |                      |                                            |               |                                                                       |                 |            |
| 26 | 6         | Reise nach Yerba, Teil 1 | Locked Up (1)            | 30. Juli 2011        | 12. Mai 2012                               | Steve Hoefer  | Dan Schneider                                                         | 5,2 Mio.        | 203        |
| Tori und ihre Freunde beschließen, in den Sommerferien nach Yerba, dem Heimatland von Festus, zu fliegen. Alles, was sie dafür tun müssen, ist, einen Auftritt am Abend zu geben. Als sie dort ankommen stellt sich jedoch heraus, dass das Land mitten im Krieg ist und in keiner Weise der Beschreibung von Festus entspricht. Das Hotel, in dem sie untergekommen sind, ist so eklig, dass sie so schnell wie möglich wieder verschwinden wollen. Der Manager des Hotels hält sie jedoch zurück, da sie versprochen haben, während ihres Aufenthalts am Abend zu singen. Während des ersten Auftritts, bei dem auch der Präsident des Landes zusieht, fliegt Tori jedoch ihr Schuh mitten in das Auge des Präsidenten. Dieser steckt daraufhin Tori ohne Widerrede ins Gefängnis. |           |                          |                          |                      |                                            |               |                                                                       |                 |            |
| 27 | 7         | Reise nach Yerba, Teil 2 | Locked Up (2)            | 30. Juli 2011        | 13. Mai 2012                               | Steve Hoefer  | Dan Schneider                                                         | 5,2 Mio.        | 204        |
| Toris Freunde versuchen, den Präsidenten von Yerba zu überreden, Tori wieder gehen zu lassen. Als er schließlich einwilligt, passiert Robbie jedoch ein Missgeschick und tötet dabei den Oktopus des Präsidenten. Dieser ist so wütend, dass er nun auch André, Robbie, Jade, Cat, Beck und Trina ins Gefängnis steckt. Sikowitz verkleidet sich daraufhin als Wächter und versucht, sie zu befreien. Während eines Auftritts im Gefängnis gelingt es ihnen tatsächlich, aus dem Gefängnis auszubrechen und mit dem Truck, den Sikowitz besorgt hat, zu flüchten. |           |                          |                          |                      |                                            |               |                                                                       |                 |            |
| 28 | 8         | Helen                    | Helen Back Again         | 10. Sep. 2011        | 9. Sep. 2012                               | Russ Reinsel  | Arthur Gradstein                                                      | 4,4 Mio.        | 202        |
| Toris Schule bekommt eine neue Schulleiterin namens Helen. Sie lässt alle Schüler der Hollywood Arts noch einmal vorsprechen. Tori entscheidet sich, beim Vorsprechen zusammen mit André das Lied Make It Shine, welches sie bereits am Big Showcase gesungen hat, vorzutragen. Da der Rektorin Toris Darbietung nicht sonderlich gefällt, fliegt Tori daraufhin von der Schule. Gaststar: Yvette Nicole Brown als Helen |           |                          |                          |                      |                                            |               |                                                                       |                 |            |
| 29 | 9         | Wer war’s?               | Who Did It to Trina?     | 17. Sep. 2011        | 22. Sep. 2012                              | Adam Weissman | Dan Schneider                                                         | 4,7 Mio.        | 208        |
| Tori leitet eine Schulaufführung, welche sie selbst geschrieben hat. Während der Premiere des Stücks wird Trina, die die Hauptrolle spielt, in einen Unfall verwickelt und dabei schwer verletzt. Lane vermutet, dass jemand Trina absichtlich verletzen wollte und verdächtigt dabei Tori, André, Robbie, Cat und Jade. Nachdem Lane mit den Schülern gesprochen hat, geht er davon aus, dass das bereits ältere Material, welches bei der Aufführung benutzt wurde, Schuld an dem Unfall war. Am Ende stellt sich heraus, dass Rex den Unfall verursacht hat, was jedoch außer Robbie niemand weiß. Abwesend: Avan Jogia als Beck Oliver Gaststar: Nathan Kress als Zuschauer |           |                          |                          |                      |                                            |               |                                                                       |                 |            |
| 30 | 10        | Armer Sikowitz!          | Tori Tortures Teacher    | 1. Okt. 2011         | 8. Sep. 2012                               | Russ Reinsel  | Matt Fleckenstein                                                     | 3,8 Mio.        | 206        |
| Da Mr. Sikowitz sein 10-jähriges Jubiläum als Lehrer feiert, gehen Tori und ihre Freunde mit ihm zu einer Theateraufführung. Nachdem das Stück zu Ende ist, wird Mr. Sikowitz jedoch depressiv und will nicht mehr an der Hollywood Arts unterrichten. Tori fühlt sich schuldig und versucht, ihm zu helfen. Währenddessen versucht Trina, einen Jungen zu beeindrucken, indem sie so tut als sei sie ein Pizzabote. |           |                          |                          |                      |                                            |               |                                                                       |                 |            |
| 31 | 11        | Verliebt in Jade         | Jade Gets Crushed        | 8. Okt. 2011         | 15. Sep. 2012                              | Clayton Boen  | Dan Schneider                                                         | 3,4 Mio.        | 207        |
| Während André und Jade ein Lied schreiben, verliebt er sich in Jade. Tori hilft André schließlich, über sie hinwegzukommen. Abwesend: Daniella Monet als Trina Vega |           |                          |                          |                      |                                            |               |                                                                       |                 |            |
| 32 | 12        | Eine Nacht im Cupcake    | Terror on Cupcake Street | 15. Okt. 2011        | 13. Okt. 2012                              | Steve Hoefer  | Dan Schneider                                                         | 3,4 Mio.        | 212        |
| Mr Sikowitz bittet seine Schüler, einen Festwagen für die Parade zu bauen. Sie willigen ein und bauen einen gigantischen Cupcake. Da Tori Trina gesagt hat, dass sie nicht mitkommen darf, versteckt sie sich vor der Abfahrt im Festwagen. Als sie mitten in der Nacht den Festwagen zur Parade fahren wollen, platzt ihnen in einem gefährlichen Viertel der Stadt ein Reifen. Mr Sikowitz verlässt den Festwagen und sucht nach Hilfe. Etwas später trifft er auf zwei Polizisten, die ihn jedoch für verrückt halten und sofort festnehmen. Auch Beck und André versuchen, jemanden zu finden, der ihnen helfen kann, jedoch ohne Erfolg. Tori findet schließlich drei Personen, die ihnen helfen, den Reifen zu reparieren.                                                     |           |                          |                          |                      |                                            |               |                                                                       |                 |            |
| 33 | 13        | Blooptorious             | Blooptorious             | 26. Dez. 2011        | 20. Okt. 2012                              | Steve Hoefer  | Darren Thomas, Stefanie Leder, Erica Spates & Sam Littenburg-Weisberg | —               | 213        |
| Die Folge enthält unveröffentlichte Szenen sowie Patzer und Pannen vom Dreh der Serie. |           |                          |                          |                      |                                            |               |                                                                       |                 |            |

## Staffel 3
Die Erstausstrahlung der dritten Staffel war vom 3. Dezember 2011 bis zum 30. Juni 2012 auf dem US-amerikanischen Sender Nickelodeon zu sehen. In der Schweiz sendete die deutschsprachige Erstausstrahlung der Free-TV-Sender Nickelodeon Schweiz vom 6. Oktober 2012 bis 2. März 2013. In Deutschland und Österreich erfolgte die deutschsprachige Erstausstrahlung vom 6. Oktober 2012 bis 8. März 2013 auf Nickelodeon Deutschland.
- Victoria Justice, Leon Thomas III, Matt Bennett, Ariana Grande, Elizabeth Gillies, Avan Jogia und Daniella Monet waren in allen Folgen zu sehen.

| Nr. (ges.) | Nr. (St.) | Deutscher Titel                 | Originaltitel          | Erstausstrahlung USA | Deutschsprachige Erstausstrahlung (D/A/CH) | Regie         | Drehbuch                             | Zuschauer (USA) | Prod. Code |
| --- | --------- | ------------------------------- | ---------------------- | -------------------- | ------------------------------------------ | ------------- | ------------------------------------ | --------------- | ---------- |
| 34 | 1         | Die Weihnachtswichtel           | A Christmas Tori       | 3. Dez. 2011         | 22. Dez. 2012                              | Steve Hoefer  | Dan Schneider & Warren Bell          | 4,4 Mio.        | 301        |
| Weihnachten steht vor der Tür und die Hollywood Arts wurde für diesen Anlass entsprechend geschmückt. André ist sehr wütend, da er für sein Weihnachtslied nur eine Vier bekommen hat. Mr. Sikowitz überredet seine Schüler beim Wichteln teilzunehmen. Tori trägt hierfür zusammen mit Jade und Cat Andrés Weihnachtslied vor, worauf der Musiklehrer der Schule seine Note von einer Vier auf eine Eins ändert. |           |                                 |                        |                      |                                            |               |                                      |                 |            |
| 35 | 2         | Die Frühstücksbande             | The Breakfast Bunch    | 28. Jan. 2012        | 27. Okt. 2012                              | Steve Hoefer  | Dan Schneider & Jake Farrow          | 3,9 Mio.        | 302        |
| Tori und ihre Freunde müssen den Samstag beim Nachsitzen verbringen. Robbie und Cat kommen sich während des Nachsitzens sehr viel näher. Bemerkung: Die Folge ist eine Anspielung auf den Film Der Frühstücksclub aus dem Jahre 1985. |           |                                 |                        |                      |                                            |               |                                      |                 |            |
| 36 | 3         | Der Gorilla Club                | The Gorilla Club       | 4. Feb. 2012         | 8. Dez. 2012                               | Steve Hoefer  | Dan Schneider & Warren Bell          | 3,6 Mio.        | 307        |
| Tori versucht ihre Schauspielfähigkeiten zu verbessern, indem sie einem Underground Club beitritt. Währenddessen müssen André und Robbie wie MC Hammer tanzen, weil sie eine Wette mit Jade verloren haben. |           |                                 |                        |                      |                                            |               |                                      |                 |            |
| 37 | 4         | Fragestunde für Pärchen         | The Worst Couple       | 11. Feb. 2012        | 3. Nov. 2012                               | Adam Weissman | Dan Schneider & Matt Fleckenstein    | 3,4 Mio.        | 303        |
| Sinjin produziert seine eigene Spielshow. Um die Sendung zu proben, spielen Tori, André, Robbie, Cat, Jade und Beck als Kandidaten mit. Dabei gibt es jedoch immer wieder Streit zwischen Jade und Beck. Dies führt schlussendlich dazu, dass die beiden ihre Beziehung beenden. Tori wartet unterdessen auf die Veröffentlichung des neuen PearPhones. |           |                                 |                        |                      |                                            |               |                                      |                 |            |
| 38 | 5         | Eine schrecklich fiese Freundin | Andre’s Horrible Girl  | 18. Feb. 2012        | 10. Nov. 2012                              | Steve Hoefer  | Dan Schneider & Warren Bell          | 3,5 Mio.        | 304        |
| Tori bemerkt, dass Andrés neue Freundin rechthaberisch ist und befürchtet, dass André sich verändern wird, um ihr zu gefallen. Außerdem werden Cat und Jade zu Hundesittern. |           |                                 |                        |                      |                                            |               |                                      |                 |            |
| 39 | 6         | Auto, Regen, Feuer!             | Car, Rain, and Fire    | 25. Feb. 2012        | 17. Nov. 2012                              | Russ Reinsel  | Dan Schneider & Jake Farrow          | 3,7 Mio.        | 305        |
| Cat liest, dass sich ihre Lieblingsschauspielerin namens Mona Patterson dem Tod anschloss. Damit Cat von ihr Abschied nehmen kann fahren Tori, Jade und Cat zu Pattersons Haus. Während der Fahrt versucht Tori für ihr Wissenschaftsprojekt mittels eines Hamsterrades Strom für einen Roboter zu erzeugen. Als die Drei bei Pattersons Haus ankommen steht plötzlich Pattersons höchstpersönlich in der Tür. Es stellt sich heraus, dass sie noch lebt und sie nur in der neuen Fernsehserie Der Tod mitspielen wird. Unterdessen geben Beck, André und Robbie vor Trina zu mögen, damit sie keine Gerüchte über eine nicht bestehende Beziehung zu Beck erzählt. Gaststar: Shirley Jones als Mona Patterson |           |                                 |                        |                      |                                            |               |                                      |                 |            |
| 40 | 7         | Das Date von Tori und Jade      | Tori & Jade’s Playdate | 3. März 2012         | 1. Dez. 2012                               | Adam Weissman | Dan Schneider & Matt Fleckenstein    | 4,2 Mio.        | 306        |
| Sikowitz wählt durch Zufall aus, dass Tori als Mann und Jade als Frau ein verheiratetes Paar spielen müssen. Da die beiden damit nicht klarkommen, zwingt sie ihr Lehrer ein Scheindate zu machen, damit sie lernen, ein verliebtes Ehepaar glaubhaft zu spielen. Dabei werden sie aber von zwei Jungs gestört, die andauernd mit ihnen flirten. Währenddessen überbringen Robbie und Cat singend ihren Mitschülern schlechte Nachrichten. |           |                                 |                        |                      |                                            |               |                                      |                 |            |
| 41 | 8         | Keiner will den 1. April        | April Fools Blank      | 24. März 2012        | 15. Feb. 2013 (DE/AT) 16. Feb. 2013 (CH)   | Russ Reinsel  | Dan Schneider & Matt Fleckenstein    | —               | 311        |
| Es ist der erste April und Tori erwartet von ihren Mitschülern gute Streiche und lustige Witze. Jedoch hat der erste April an der Hollywood Arts überhaupt keinen Stellenwert. Gaststar: Drake Bell als er selbst, Jerry Trainor als Spencer Shay und Dennis Haskins als Mr. Belding |           |                                 |                        |                      |                                            |               |                                      |                 |            |
| 42 | 9         | Driving Miss Tori               | Driving Tori Crazy     | 14. Apr. 2012        | 15. Dez. 2012                              | Russ Reinsel  | Dan Schneider & Matt Fleckenstein    | 3,2 Mio.        | 308        |
| Da nahe Toris Haus ein Film gedreht wird, müssen sie und Trina den längeren Weg zur Schule nehmen. Nachdem sie Trinas Beine während der Fahrt rasieren sollte, will sie nicht noch einmal die 40 Minuten im Auto mit ihrer Schwester verbringen müssen. Tags darauf wird sie von Beck mitgenommen, in dessen Auto sie jedoch von seinen anderen Mitfahrerinnen angefeindet wird. Nach weiteren Versuchen mit Andre und Robbie fährt sie schließlich mit Jade, die jedoch nicht zur Schule, sondern in die Wüste, zu den „Shadow Creek Woods“ fährt, doch zuvor steigt Tori aus und läuft die 11 Meilen zurück zur Schule. Cat findet mit einer App einen Gutschein für einen Partybus, 90 % reduziert, mit dem sie zur Schule fahren können. Der Fahrer des Vehikels stellt sich als „Dr. Rhapsody“ heraus, ein Rapper, der in den 90ern einen großen Hit gelandet hat. Zusammen mit ihm singt die Gruppe eine Karaoke-Version des Songs „Five Fingaz (To The Face)“. |           |                                 |                        |                      |                                            |               |                                      |                 |            |
| 43 | 10        | Trinas Talent                   | How Trina Got In       | 5. Mai 2012          | 2. Feb. 2013 (CH) 8. Mär. 2013 (DE/AT)     | Russ Reinsel  | Dan Schneider & Christopher J. Nowak | 2,4 Mio.        | 309        |
| Viele bizarre Geschichten werden von Andre, Jade, Beck und Sikowitz darüber erzählt, wie Trina an der Hollywood Arts angenommen wurde. Währenddessen arbeiten Tori und Robbie im Nozu, da sie ihre Rechnung nicht bezahlen konnten. |           |                                 |                        |                      |                                            |               |                                      |                 |            |
| 44 | 11        | Platinum für Tori – Teil 1      | Tori Goes Platinum (1) | 19. Mai 2012         | 6. Okt. 2012                               | Steve Hoefer  | Dan Schneider & Christopher J. Nowak | 3,8 Mio.        | 315        |
| Tori gewinnt ein Online-Casting und bekommt dafür einen Auftritt bei den Platinum Music Awards. Aber der Produzent Mason Thornesmith (Charles Shaughnessy) möchte, dass sich Tori in der Öffentlichkeit als eine Art Diva präsentiert und ihre Kleidung verändert (lose angelehnt an Lady Gaga), doch sie darf nicht einmal ihren Freunden erzählen, dass diese Veränderung auf Anweisung von Thornesmith geschieht. Schließlich kippt sie in einem Restaurant einem Astronauten Ravioli in seine Hose. Gaststars: Colleen Ballinger als Miranda Sings, Noah Munck als Gibby |           |                                 |                        |                      |                                            |               |                                      |                 |            |
| 45 | 12        | Platinum für Tori – Teil 2      | Tori Goes Platinum (2) | 19. Mai 2012         | 6. Okt. 2012                               | Steve Hoefer  | Dan Schneider & Christopher J. Nowak | 3,8 Mio.        | 316        |
| Nach ihrer radikalen Veränderung beginnen Toris Freunde, sich von ihr abzuwenden. Beck findet jedoch heraus, dass Tori dies nur auf Anweisung des Produzenten macht. Sie entscheidet daraufhin, sich nicht mehr alles von Mason gefallen zu lassen, der ihren Auftritt daraufhin absagt und stattdessen Jade, die auch am Casting teilgenommen hatte, auftreten lässt. Durch ein Versehen hört Jade ein Gespräch von Tori und Beck, in dem Tori ablehnt, Beck zu küssen, da sie es seiner Ex-Freundin, Jade, nicht antun möchte. Daraufhin entscheidet Jade kurzfristig, doch Tori den Auftritt zu überlassen, mit dem dann auch Mason zufrieden ist. |           |                                 |                        |                      |                                            |               |                                      |                 |            |
| 46 | 13        | Die irre Ponnie                 | Crazy Ponnie           | 9. Juni 2012         | 26. Jan. 2013 (CH) 1. Feb. 2013 (DE/AT)    | Clayton Boen  | Dan Schneider & Warren Bell          | 2,6 Mio.        | 310        |
| Tori freundet sich mit ihrer Mitschülerin Ponnie an, die jedoch, jedes Mal, wenn sie sie ihren Freunden vorstellen will, plötzlich verschwindet. Nach mehreren Vorkommnissen mit Ponnie glauben ihre Freunde, Tori bilde sich das nur ein. Schließlich schaltet Toris Mutter einen Polizisten ein und es stellt sich heraus, dass Ponnie eigentlich Fawn Leibowitz heißt und glaubt, dass sie von der Schule verwiesen wurde, um Platz für Tori zu schaffen. Inzwischen hat Cat versehentlich Jades Augenbrauen entfernt, die nun versucht, es ihr heimzuzahlen. Als Cat schläft, schneidet Jade ihr die Haare ab. Gaststar: Jennette McCurdy als Ponnie |           |                                 |                        |                      |                                            |               |                                      |                 |            |
| 47 | 14        | Team Blondie                    | The Blonde Squad       | 30. Juni 2012        | 1. Mär. 2013 (DE/AT) 2. Mär. 2013 (CH)     | Steve Hoefer  | Dan Schneider & Warren Bell          | 3,8 Mio.        | 313        |
| Tori, Jade und Cat spielen die Hauptrollen in Becks neuem Film Team Blondie. Die drei gehen danach in die Sushi Bar Nozu, tragen aber noch ihre blonden Perücken vom Dreh. Cat lernt dort einen netten Jungen namens Evan kennen. Da Cat durch sein Profil im Internet herausfindet, dass er blonde Mädchen mag, trägt sie auch zum nächsten Date ihre blonde Perücke und die blauen Kontaktlinsen. Nachdem Tori und Jade sie dazu überreden, zeigt sich Cat zur Premiere des Films mit ihrer echten Haarfarbe. Even sagt daraufhin, sie sehe wunderschön aus, er sei aber an Blondinen interessiert. Robbie singt danach für Cat, die unter Liebeskummer leidet, das Lied „I Think You’re Swell“ und macht ihr dabei Avancen, worauf sie jedoch nur mit der Frage reagiert, ob sie ihre Haare besser blond färben sollte. Andre versucht inzwischen, den beim Dreh entflohenen Papagei seiner Großmutter wieder einzufangen.                                         |           |                                 |                        |                      |                                            |               |                                      |                 |            |

## Staffel 4
Die Erstausstrahlung der vierten Staffel war vom 22. September 2012 bis zum 2. Februar 2013 auf dem US-amerikanischen Sender Nickelodeon zu sehen. In Deutschland und Österreich erfolgte die deutschsprachige Erstausstrahlung vom 8. Februar bis zum 28. September 2013 auf Nickelodeon Deutschland. In der Schweiz wurde die Erstausstrahlung vom 9. Februar bis zum 29. September 2013 auf Nickelodeon Schweiz gezeigt.
- Victoria Justice, Leon Thomas III, Matt Bennett, Ariana Grande, Elizabeth Gillies und Avan Jogia waren in allen Folgen zu sehen.
- Daniella Monet war in drei Folgen nicht zu sehen.

| Nr. (ges.) | Nr. (St.) | Deutscher Titel       | Originaltitel            | Erstausstrahlung USA | Deutschsprachige Erstausstrahlung (D/A/CH) | Regie         | Drehbuch                             | Zuschauer (USA) | Prod. Code |
| --- | --------- | --------------------- | ------------------------ | -------------------- | ------------------------------------------ | ------------- | ------------------------------------ | --------------- | ---------- |
| 48 | 1         | Eine Nacht im Wanko's | Wanko’s Warehouse        | 22. Sep. 2012        | 8. Feb. 2013 (DE/AT) 9. Feb. 2013 (CH)     | Adam Weissman | Dan Schneider & Christopher J. Nowak | 3,6 Mio.        | 312        |
| Im Wanko’s Warehouse findet ein Sonderverkauf mit großen Rabatten statt. Um nicht die ganze Nacht in der Schlange anstehen zu müssen, hat Jade einen Plan: Tori und ihre Freunde verstecken sich vor Verkaufsschluss im Warenhaus und verbringen dann die Nacht dort. Doch nachdem der Nachtwächter den Alarm einschaltet, sind sie an Ort und Stelle gefangen. Robbie gelingt es zur Alarmsteuerung vorzudringen, dort trifft er allerdings auf zwei Diebe. Schließlich löst Cat versehentlich den Alarm aus und sie müssen flüchten. Bemerkung: Die dritte Staffel wurde nachträglich von Nickelodeon aufgeteilt, sodass diese Folge als Beginn der vierten Staffel betrachtet wird, jedoch gehört sie weiterhin zur dritten Produktionsstaffel. |           |                       |                          |                      |                                            |               |                                      |                 |            |
| 49 | 2         | Der Hambone-König     | The Hambone King         | 29. Sep. 2012        | 22. Feb. 2013 (DE/AT) 23. Feb. 2013 (CH)   | Russ Reinsel  | Dan Schneider & Matt Fleckenstein    | 2,4 Mio.        | 314        |
| Robbie lädt ein Video hoch, das ihm beim Juba zeigt, welcher in der Serie als Hamboning bezeichnet wird. Gerald, der glaubt, der wahre Hambone King zu sein, fordert ihn zum Duell heraus und gewinnt. Später erzählt Tori, dass sie schon als Kind zusammen mit Gerald Hambone spielte, und trainiert Robbie, sodass er ihn schlage. Robbie fordert Gerald zur Revanche, und verliert, da Geralds Freund ihn mit einem Stück Sushi bewirft. Schließlich willigt Tori doch ein, selbst zu hambonen und gewinnt gegen Gerald. Inzwischen nervt Cat ihre Freunde, da sie ständig für ihren Stepptanz-Kurs übt. |           |                       |                          |                      |                                            |               |                                      |                 |            |
| 50 | 3         | Das Anti-Date         | Opposite Date            | 13. Okt. 2012        | 31. Aug. 2013                              | Steve Hoefer  | Dan Schneider & Warren Bell          | 3,7 Mio.        | 317        |
| Tori, André, Robbie und Beck planen in ein Museum zu gehen. André und Robbie sagen jedoch kurzfristig ab, da sie ein Video für einen Wettbewerb drehen wollen. Da nun nur noch Tori und Beck übrig sind, beschließen sie auf ein Gegenteils-Date zu gehen. Damit niemand auf die Idee kommt, dass sie zusammen ausgehen. Später erzählt Cat aus Versehen Jade von dem Date. Indem Jade so tut als wäre sie Cat versucht sie herauszufinden wo Tori und Beck sind. Schließlich findet Jade die beiden beim Tierarzt und sagt Beck, dass sie nicht wütend auf ihn ist und er ausgehen kann, mit wem er will. Abwesend: Daniella Monet als Trina Vega |           |                       |                          |                      |                                            |               |                                      |                 |            |
| 51 | 4         | Alle lieben Moose     | Three Girls and a Moose  | 20. Okt. 2012        | 31. Aug. 2013 (DE/AT) 1. Sep. 2013 (CH)    | David Kendall | Dan Schneider & Christopher J. Nowak | 3,2 Mio.        | 319        |
| Becks Freund Moose aus Kanada ist für ein paar Tage zu Besuch in Hollywood. Tori, Cat und Jade fühlen sich zu ihm hingezogen und versuchen Moose mit jedem zur Verfügung stehenden Mittel zu beeindrucken. Es entsteht eine angespannte Stimmung zwischen den dreien. Inzwischen stecken André, Beck und Robbie in den Vorbereitungen namens Tinkle Aid (deutsch: Pinkeln-Unterstützung) für eine Veranstaltung im Karaoke Dokie, auf dem sie Geld für eine neue Jungstoilette sammeln. Da die drei Mädchen immer noch hinter Moose her sind, vergessen sie die Proben für den Event der Jungs, weshalb sie rausgeworfen werden. Tori, Cat und Jade wird klar, dass ihr Benehmen lächerlich war, und versöhnen sich. Tori und Cat tragen schlussendlich das Lied L.A. Boyz auf der Veranstaltung vor, während Jade unwissentlich mit Moose wegfährt. Gaststar: Brandon Jones als Moose |           |                       |                          |                      |                                            |               |                                      |                 |            |
| 52 | 5         | Handys verboten!      | Cell Block               | 24. Nov. 2012        | 1. Juni 2013                               | Adam Weissman | Dan Schneider & Warren Bell          | 3,5 Mio.        | 318        |
| Mr. Sikowitz gefällt der ständige Gebrauch des Pearphones von seinen Schülern überhaupt nicht. Daher fordert er sie heraus, eine Woche lang keine technischen Geräte zu benutzen. Nachdem Cat bereits nach kurzer Zeit erste Entzugserscheinungen aufweist, haben die Jungs Angst die Herausforderung zu verlieren und machen deshalb daraus einen Jungs-vs.-Mädchen-Wettstreit. Nun versuchen die beiden Parteien sich gegenseitig mit Tricks zum Verlieren zu bringen, jedoch ohne Erfolg. Schließlich hilt Mr. Sikowitz den Jungs den Wettbewerb zu gewinnen, indem er die Mädchen reinlegt. Abwesend: Daniella Monet als Trina Vega |           |                       |                          |                      |                                            |               |                                      |                 |            |
| 53 | 6         | Jade und Beck         | Tori Fixes Beck & Jade   | 1. Dez. 2012         | 7. Sep. 2013                               | David Kendall | Dan Schneider & Waren Bell           | 2,8 Mio.        | 320        |
| Ein Mädchen namens Meredith fragt Beck, ob er mit ihr ausgehen möchte, dieser lehnt jedoch ab, da er Jade nicht eifersüchtig machen will. Tori beschließt daraufhin ein Date für Jade zu finden, damit Beck kein schlechtes Gewissen mehr hat und mit Meredith ausgehen kann. Schließlich bezahlen Tori und André einen Jungen, damit dieser Jade nach einer Verabredung fragt. Jade kommt jedoch Toris und Andrés Plan auf die Schliche und wird wütend. Nachdem Beck sie beruhigt und Tori und André sich entschuldigt haben, sagt Jade, dass Beck ausgehen kann mit wem wer will. Daraufhin lädt Beck Meredith zum Full Moon Jam ein, wird dort aber schnell von ihr gelangweilt. Er sagt Tori, dass er ein Mädchen möchte, welches nicht alles was er sagt bejaht. In diesem Moment kommt Jade auf die Bühne und singt ihren Song. Nach dem Lied geht Beck auf die Bühne und gesteht Jade, dass er sie vermisst hat. Die beiden küssen sich und sind fortan wieder zusammen. Robbie und Cat versuchen inzwischen einen Schmetterling, der sich in Cats Ohr befindet, zu befreien. |           |                       |                          |                      |                                            |               |                                      |                 |            |
| 54 | 7         | 1000 Berryballs       | One Thousand Berry Balls | 8. Dez. 2012         | 28. Sep. 2013                              | David Kendall | Dan Schneider & Dave Malkoff         | 2,7 Mio.        | 326        |
| Die Hollywood Arts veranstaltet einen Ball und Robbie fragt Cat, ob sie ihn dorthin begleiten möchte. Cat lehnt jedoch ab, weil sie mit ihm nur befreundet sein möchte. Währenddessen versucht Tori an Geld zu kommen und bewirbt sich für einen Job in einem Restaurant. Robbie erzählt Cat, dass er mit einem anderen Mädchen zum Ball gehen wird. Beim Ball treten Tori und André auf und singen zusammen ein Lied, auch Beck und Jade besuchen gemeinsam die Veranstaltung. Cat wird währenddessen klar, dass sie Gefühle für Robbie hat und wird eifersüchtig. Schlussendlich küsst Robbie Cat, daraufhin rennt Cat jedoch davon. Abwesend: Daniella Monet als Trina Vega |           |                       |                          |                      |                                            |               |                                      |                 |            |
| 55 | 8         | Robbie verkauft Rex   | Robbie Sells Rex         | 15. Dez. 2012        | 7. Sep. 2013 (DE/AT) 8. Sep. 2013 (CH)     | Adam Weissman | Dan Schneider & Christopher J. Nowak | 3,6 Mio.        | 321        |
| Ein Kind kauft Robbie seine Puppe Rex für 2.000 Dollar ab. Robbie bereut den Verkauf jedoch schon kurze Zeit später. Tori beschließt ihm zu helfen und versucht den Jungen abzulenken, indem sie ihn mit einem Mädchen verkuppelt. Er vergisst Rex und Robbie erhält seine Puppe zurück. Währenddessen werden die Schüler der Hollywood Arts von einem maskierten Unbekannten belästigt. Nachdem André, Jade, Cat und Beck ihn endlich gefangen haben, stellt sich heraus, dass es ein Schüler von einer anderen Schule war. |           |                       |                          |                      |                                            |               |                                      |                 |            |
| 56 | 9         | Der Song und das Baby | The Bad Roommate         | 5. Jan. 2013         | 14. Sep. 2013                              | Steve Hoefer  | Dan Schneider & Warren Bell          | 3,4 Mio.        | 322        |
| André ist es leid bei seiner Großmutter zu leben und bittet Tori um Hilfe. Weshalb André wenig später bei Tori einzieht. Schnell kommt zwischen den beiden aber schlechte Stimmung auf. Jade versucht währenddessen ein nicht gerade besonders schmeichelhaftes Foto von ihr im Internet zu entfernen. |           |                       |                          |                      |                                            |               |                                      |                 |            |
| 57 | 10        | Eine Horrorshow       | Brain Squeezers          | 12. Jan. 2013        | 21. Sep. 2013                              | Clayton Boen  | Dan Schneider & Warren Bell          | 2,7 Mio.        | 324        |
| Tori bewirbt sich für eine Teilnahme bei einer neuen Fernseh-Quizshow namens Brain Squeezers und erhält eine Zusage. Da aber jeder unbedingt mitkommen möchten, muss sich Tori entscheiden welche ihrer Freunde sie in ihrem Team haben will. Schlussendlich entscheidet sie sich für André, Robbie und Beck. Als die vier im Studio der Spielshow ankommen müssen sie feststellen, dass Jade schon da ist und sich als Tori ausgegeben hat. Jade schnappt sich Toris Mitspieler, so dass Tori nun mit Cat, Trina und Sinjin spielen muss. Kurz nach dem Beginn der Show stellt sich heraus, dass die Quizshow nicht so lustig ist, wie anfänglich angenommen. Jedes Mal wenn jemand eine Frage falsch beantwortet, werden diesem Schmerzen zugefügt. Toris Team gewinnt schließlich die Sendung. Um die Preissumme von 10.000 US-Dollar nach Hause zu nehmen, muss Tori zuerst an einem Sumo-Ringer vorbeikommen. Sie schafft es nicht und niemand gewinnt das Geld. |           |                       |                          |                      |                                            |               |                                      |                 |            |
| 58 | 11        | Der Follower-Fight    | The Slap Fight           | 19. Jan. 2013        | 28. Sep. 2013 (DE/AT) 29. Sep. 2013 (CH)   | Steve Hoefer  | Dan Schneider & Christopher J. Nowak | 2,7 Mio.        | 327        |
| Tori bemerkt, dass Trina 977 Follower (deutsch Anhänger) auf TheSlap.com hat und erzählt es ihren Freunden. Kurze Zeit später versuchen alle, indem sie verrückte Beiträge veröffentlichen, mehr Follower zu kriegen. Schließlich erzählt ihnen Sinjin warum Trina so viele Follower hat. Sinjin hatte sich seiner Zeit in den Server von TheSlap.com gehackt und die Anzahl von Trinas Followern von 34 auf 977 geändert. |           |                       |                          |                      |                                            |               |                                      |                 |            |
| 59 | 12        | Tori und die Hymne    | Star-Spangled Tori       | 26. Jan. 2013        | 21. Sep. 2013 (DE/AT) 22. Sep. 2013 (CH)   | Adam Weissman | Dan Schneider & Christopher J. Nowak | 3,0 Mio.        | 325        |
| Tori wurde eingeladen die Nationalhymne der USA bei einem Basketball-Spiel, welches live im Fernsehen übertragen wird, zu singen. Nun hat sie Angst, dass sie den Text vergisst. Cat beschließt währenddessen in der Schule zu wohnen. |           |                       |                          |                      |                                            |               |                                      |                 |            |
| 60 | 13        | Victori-ja!           | Victori-Yes              | 2. Feb. 2013         | 14. Sep. 2013 (DE/AT) 15. Sep. 2013 (CH)   | David Kendall | Dan Schneider & Christopher J. Nowak | 2,9 Mio.        | 323        |
| Mr. Sikowitz fordert seine Schüler zu einem Wettkampf heraus, bei welchem sie für eine Woche auf jede Frage mit „Ja“ antworten müssen. |           |                       |                          |                      |                                            |               |                                      |                 |            |